# Phanerotoma gracilisoma
Phanerotoma gracilisoma är en stekelart som beskrevs av Van Achterberg 1990. Phanerotoma gracilisoma ingår i släktet Phanerotoma och familjen bracksteklar. Inga underarter finns listade i Catalogue of Life.